# Rullarstenen
Rullarstenen är en sten (flyttblock?) i Finland.   Den ligger på gränsen mellan kommunerna Ingå och Raseborg och landskapen  Egentliga Finland och Nyland, i den södra delen av landet, 60 km väster om huvudstaden Helsingfors. Rullarstenen ligger 47 meter över havet.

## Omgivningar
Terrängen runt Rullarstenen är platt, och sluttar söderut. Runt Rullarstenen är det glesbefolkat, med 14 invånare per kvadratkilometer. Närmaste större samhälle är Ingå, 8,6 km öster om Rullarstenen. I omgivningarna runt Rullarstenen växer i huvudsak blandskog.

## Klimat
Trakten ingår i den hemiboreala klimatzonen. Årsmedeltemperaturen i trakten är 3 °C. Den varmaste månaden är juli, då medeltemperaturen är 17 °C, och den kallaste är februari, med −10 °C.